# 86th Street (linea IND Second Avenue)
86th Street è una fermata della metropolitana di New York situata sulla linea IND Second Avenue. Nel 2019 è stata utilizzata da 8 378 778 passeggeri. È servita dalla linea Q, attiva 24 ore su 24. Durante le ore di punta fermano occasionalmente anche alcune corse della linea N.

## Storia
La stazione venne realizzata come parte della prima fase della Second Avenue Subway. I lavori di costruzione ebbero inizio nell'aprile 2007. Fu aperta al pubblico il 1º gennaio 2017.

## Strutture e impianti
La stazione è sotterranea, ha due binari e una banchina a isola larga 8,5 metri. È posta al di sotto di Second Avenue e il mezzanino possiede quattro punti di accesso dal piano stradale: un ascensore e due ingressi dotati di due scale mobili sono situati rispettivamente nell'angolo sud-est e in quello nord-est dell'incrocio con 86th Street, un altro ingresso con due scale mobili si trova all'interno di un edificio nell'angolo nord-est dell'incrocio con 83rd Street.

## Servizi
La stazione è accessibile alle persone con disabilità motoria.
- Biglietteria automatica
- Ufficio informazioni

## Interscambi
La stazione è servita da alcune autolinee gestite da NYCT Bus.
- Fermata autobus